# دیتر اندرس
دیتر اندرس (انگلیسی: Dieter Enders; ۱۷ مارس ۱۹۴۶ – ۲۹ ژوئن ۲۰۱۹) شیمی‌دان، نویسنده غیر داستانی، و استاد دانشگاه اهل آلمان و از دانش‌آموختگان دانشگاه هاروارد بود.